# Robert Planquette
Pour les articles homonymes, voir Planquette.
Robert Planquette, né le 31 juillet 1848 à Paris où il est mort le 28 janvier 1903, est un compositeur français, spécialisé dans l'opérette.

## Biographie
D’une famille originaire de Normandie, formé au Conservatoire de Paris, avec comme professeur l'auteur d'opéras-comiques Jules Duprato, il a obtenu le premier prix de solfège en 1867 et le deuxième prix de piano en 1868. 
S’essayant quelque temps à la chansonnette et le monologue, ses premières œuvres sont des mélodies et des marches militaires, dont le célèbre air patriotique Le Régiment de Sambre-et-Meuse (1870) la plus célèbre des chansons patriotiques françaises publiées entre 1870 et 1914, sur un poème de Paul Cézano (ru), évoquant les armées révolutionnaires de 1792. Il a, en outre, donné par la suite un recueil de chansons militaires intitulé Refrains du régiment.
Ténor à la voix agréable, il chante dès sa jeunesse un grand nombre de chansons, chansonnettes et airs d'opéra de sa composition dans des cafés-concerts , en s'accompagnant lui-même au piano. Il occupe également emploi de timbalier dans l’orchestre des concerts du Châtelet dirigé par Édouard Colonne.
En 1872, il se met à composer des ouvrages lyriques pour les cafés concerts, dont les premiers ont été des pochades données à l’Eldorado : Méfie-toi de Pharaon (1872), le Serment de madame Grégoire (1874), le Péage, par exemple, des chansonnettes, des saynètes, et, notamment, un monologue On demande une femme de chambre (1876), paroles de Pierre Véron, critique douce-amère de la société parisienne après la Commune de Paris, qui sera créée par Anna Judic à l’Opéra-Bouffe de Saint-Pétersbourg, et bientôt quelques petites opérettes. Il obtient son premier succès avec sa quatrièmeopérette, Paille d'avoine, opérette en acte, sur un livret d’Alphonse Lemonnier et A. Jaime-Rozale (d)  créée aux Délassements-Comiques le 12 mars 1874.
Entre 1872 et 1897, il composa une vingtaine d'opéras-comiques et d'opérettes, aujourd'hui presque toutes oubliées. Son œuvre la plus célèbre, avec laquelle il acquiert partout une immense notoriété, est l'opéra-comique Les Cloches de Corneville (1877), jouée plus de quatre cents fois de suite aux Folies-Dramatiques. Cette œuvre, dont l’intrigue fait appel à une vieille légende de Normandie, a connu un succès immédiat. Elle a été jouée à New York et à Londres, où elle a connu Londres plus de 700 représentations. Cette œuvre continue à se maintenir à l'affiche et demeure l’un des ouvrages lyriques français les plus populaires. Le nombre total de ses représentations dans le monde, pourrait bien en faire l’opérette française la plus populaire jamais écrite. Le succès de Rip (1882), sept ans plus tard, est presque aussi grand. Quelques théâtres la montent encore aujourd’hui. Outre ces deux œuvres, qui ont suffi à sa fortune, en son temps, il a également composé : Paille d’avoine, les Voltigeurs de la 32e, Surcouf, la Cantinière, Mam’zelle Quat’sous, etc, le Talisman, opéra-comique à grand spectacle, en trois actes et cinq tableaux, livret de D’Ennery et P. Burani (Gaité, janvier 1803) et produit le Chevalier Gaston une opérette en un acte pour l’ouverture du théâtre de Monte-Carlo en 1879.
La Chanson du mousse, une barcarolle tirée des Cloches de Corneville, a été jouée au violon par William K.-L. Dickson dans la première expérience d'enregistrement de cinéma sonore, en 1894 ou 1895 : le Dickson Experimental Sound Film,,.
Compositeur doté d'un sens du rythme et de la facilité d'écriture pour concocter des airs très populaires au gout du jour, en dépit de faiblesses dans le domaine de la mélodie, voire de déficiences dans l’instrumentation et l’harmonie, Planquette peut être classé parmi les « maîtres de l'opérette » au même titre que Jacques Offenbach, Hervé, Charles Lecocq, Edmond Audran et Louis Varney. De 1878 à 1897, une nouvelle opérette de Planquette sera généralement jouée chaque saison. 
Très fatigué et vieilli, il achevait les remaniements de sa dernière pièce, destinée à la Gaité, et dont Monréal et Blondeau avaient écrit le livret. Il s’était engagé à donner pour la prochaine saison la partition de Miss Crockett, de Lecomte, de Launay et Darcy, lorsque, par suite d'un refroidissement contracté à la sortie d'une répétition des Cloches de Corneville au théâtre de la Gaîté, il meurt d'une embolie pulmonaire, le 28 janvier 1903, dans son hôtel du boulevard Pereire. Il est inhumé au cimetière du Père-Lachaise.
Propriétaire d’une villa, Les Cloches, à Merville en Normandie, il était conseiller municipal de Cabourg. Il était chevalier de la Légion d'honneur.

## Œuvres
- Méfie-toi de Pharaon, 1872.

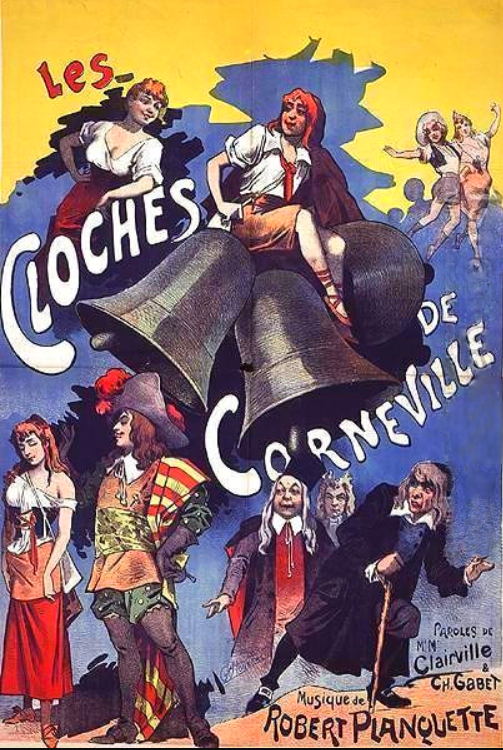
Affiche de 1877 pour les
Cloches de Corneville.

- La Forge, paroles de Théodore Massiac, 1873.
- Le Serment de Mme Grégoire, 1874.
- Paille d'avoine, 1874.
- Le Valet de cœur, 1875.
- Les Cloches de Corneville, Paris 1877.
- Le Chevalier Gaston, paroles de Pierre Véron, Monte Carlo, 1879.
- Le Régiment de Sambre-et-Meuse marche militaire, paroles de Paul Cézano.
- Les Voltigeurs de la 32e, théâtre de la Renaissance, Paris, 1880.
- La Cantinière, théâtre des Nouveautés, Paris,1880.
- Les Chevaux-légers, Paris, 1882.
- Rip : opéra-comique en quatre actes, Londres, 1882 (lire en ligne).
- Nell Gwynne, Londres, 1884.
- La Crémaillère, Paris, 1885.
- La Princesse Colombine, Nouveautés, Paris, 1886.
- Surcouf, Folies-Dramatiques, Paris, 1887.
- Captain Thérèse, Londres, 1890.
- La Cocarde triocolore, Paris, 1892.
- Le Talisman, Gaité, Paris, 1893.
- Panurge : opéra-comique en 3 actes de Henri Meilhac et Albert de Saint-Alban, Paris, 1895 (lire en ligne).
- Mam'zelle Quat'sous, Paris, 1897.
- Le Fiancé de Margot, 1900.
- Le Paradis de Mahomet, Paris, 1906.